# 青春小節
『青春小節』（せいしゅんしょうせつ）は、ukkaが2022年11月16日にインペリアルレコード（テイチクエンタテインメント）からリリースしたメジャーデビューミニアルバム。

## 概要
ukkaが2022年11月16日にリリースしたメジャーデビューミニアルバム。キャッチフレーズは「響く、青春小節」。
type-Aとtype-Bの2形態のほかテイチクオンライン限定BOXが発売された。type-Aは全6曲収録のCDに『ラブパレード』のMVとメイキング映像を収録したDVDが付属する。type-Bは4曲を収録したCDのみ。テイチクオンライン限定BOXはくるみ三方背BOX仕様で、type-Aと同様のCD、MVとメイキング映像を収録したDVD、購入者限定イベントticket、POCKET BOOKが収められている。
2022年5月5日のライブにて、サプライズでテイチクエンタテインメントに所属する山本譲二が登場して、ukkaがテイチクエンタテインメントから秋にメジャーデビューすることを発表した。
8月28日に発表されたタイトル「青春小節」は、「ここから始まるukkaの人生ストーリーを歌声とダンスで紡いでいく、1冊の『小説』をイメージさせるタイトル」だという。
10月1日にジャケットデザインが発表された。「タイトル『青春小節』をイメージした優しく微笑む姿が、どこか文学的でもあり、甘酸っぱくも、ちょっとくすぐったい気持ちを懐古させるジャケットデザイン」と解説されている。
封入トレカは全18種

## 収録曲
| #  | タイトル                       | 作詞                          | 作曲                          | 編曲     |
| -- | ------------------------------ | ----------------------------- | ----------------------------- | -------- |
| 1. | 「アフタヌーン・グラフィティ」 | 藤原優樹                      | 柳沢英樹                      | 柳沢英樹 |
| 2. | 「空想トラベル」               | 細井涼介 山本メーコ Yuqui-lah | 細井涼介 山本メーコ Yuqui-lah | 細井涼介 |
| 3. | 「Killer Lips」                | Tommy february6               | 浅田将明                      | 浅田将明 |
| 4. | 「コリオリ」                   | 金子麻友美                    | KIMY CAT                      | Yocke    |
| 5. | 「Viva La Vida」               | オーノカズナリ                | 山崎真吾                      | 山崎真吾 |
| 6. | 「ラブパレード」               | 浅見北斗                      | 浅見北斗                      | 高野勲   |

type-Bの収録曲は『アフタヌーン・グラフィティ』『Killer Lips』『Viva La Vida』『ラブパレード』の4曲。

### アフタヌーン・グラフィティ
- リード曲。2022年11月2日、先行配信リリース。
- 「ALLOUT SECOND」（2022年11月3日）にて初披露。振付はSAYA (ELEVENPLAY)[11]。
- テレビ埼玉「ドレスキーとコレスキー」2022年11月度オープニングテーマ。
- 11月2日にMV[12]が公開された。100冊にも及ぶ書籍が吊るされたセットを背景にパフォーマンスを披露する映像である。

### 空想トラベル
- シティポップな要素に心地よいグルーブ感を纏ったPOPな楽曲。
- 2022年9月12日、先行配信リリース。
- 「ukka & CYNHN合同リリースイベント」（2022年9月11日）にて初披露。振付は元HKT48のHaruka（上野遥）[13][14][15]

### Killer Lips
- Tommy february6が作詞を担当。
- 90年代グルーヴ“イタロハウス”要素入れたガールポップサウンド。
- 「Major Début Special Party〜Blue Spring novel〜」（2022年11月20日）にて初披露。振付は長田香南(KANA)。

### コリオリ
- 80年代〜90年代のジャズファンク、ソウルジャズをオマージュした楽曲。
- 「Major Début Special Party〜Blue Spring novel〜」（2022年11月20日）にて初披露。振付はTsuuu[16]。

### Viva La Vida
- ビバ・ラ・ビーダ。スペイン語で”人生万歳”を意味する[17][18]。
- 幅広い世代に向けて楽しいことも辛いことも全部まとめて「人生最高」「素晴らしい人生」だと背中を押すワードが散りばめられている。
- スカサウンドのパーティチューン、ホーンセクションには ORESKABANDが参加。
- 2022年8月3日、先行配信リリース。
- 「TIF2022」1日目（2022年8月5日）にて初披露。振付は竹中夏海。

### ラブパレード
- 『リンドバーグ』を提供した浅見北斗が作詞・作曲。
- type-AにMVとメイキング映像を収録したDVDが付属する。
- 「Major Début Special Party〜Blue Spring novel〜」（2022年11月20日）にて初披露。振付はYuuki(GANMI)[19]。
- 12月7日にMV[20]が公開された。